# Biserica „Înălțarea Domnului” din Râpa de Jos

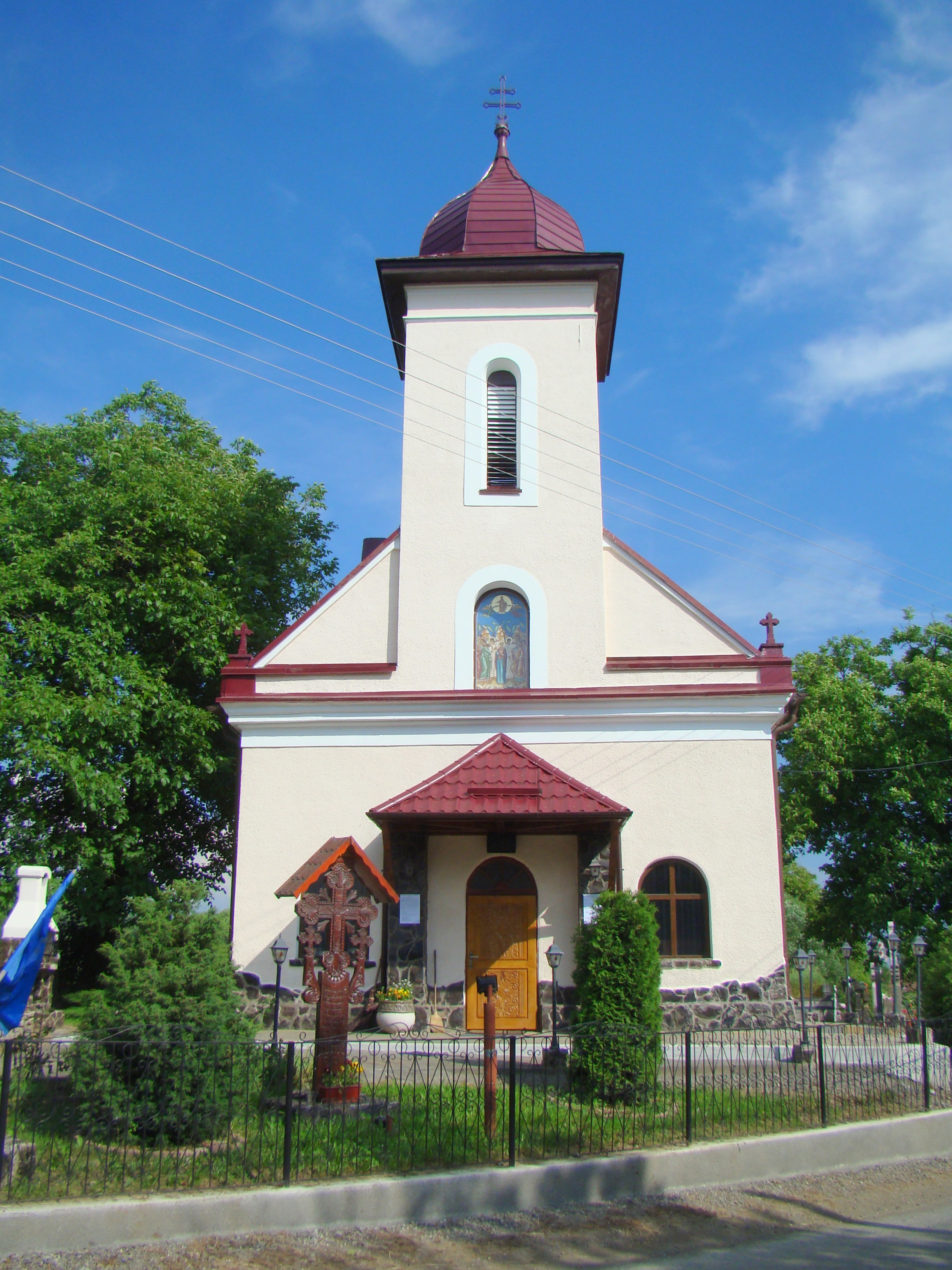
Biserica „Înălțarea Domnului” din Râpa de Jos, județul Mureș, foto: iunie 2017.

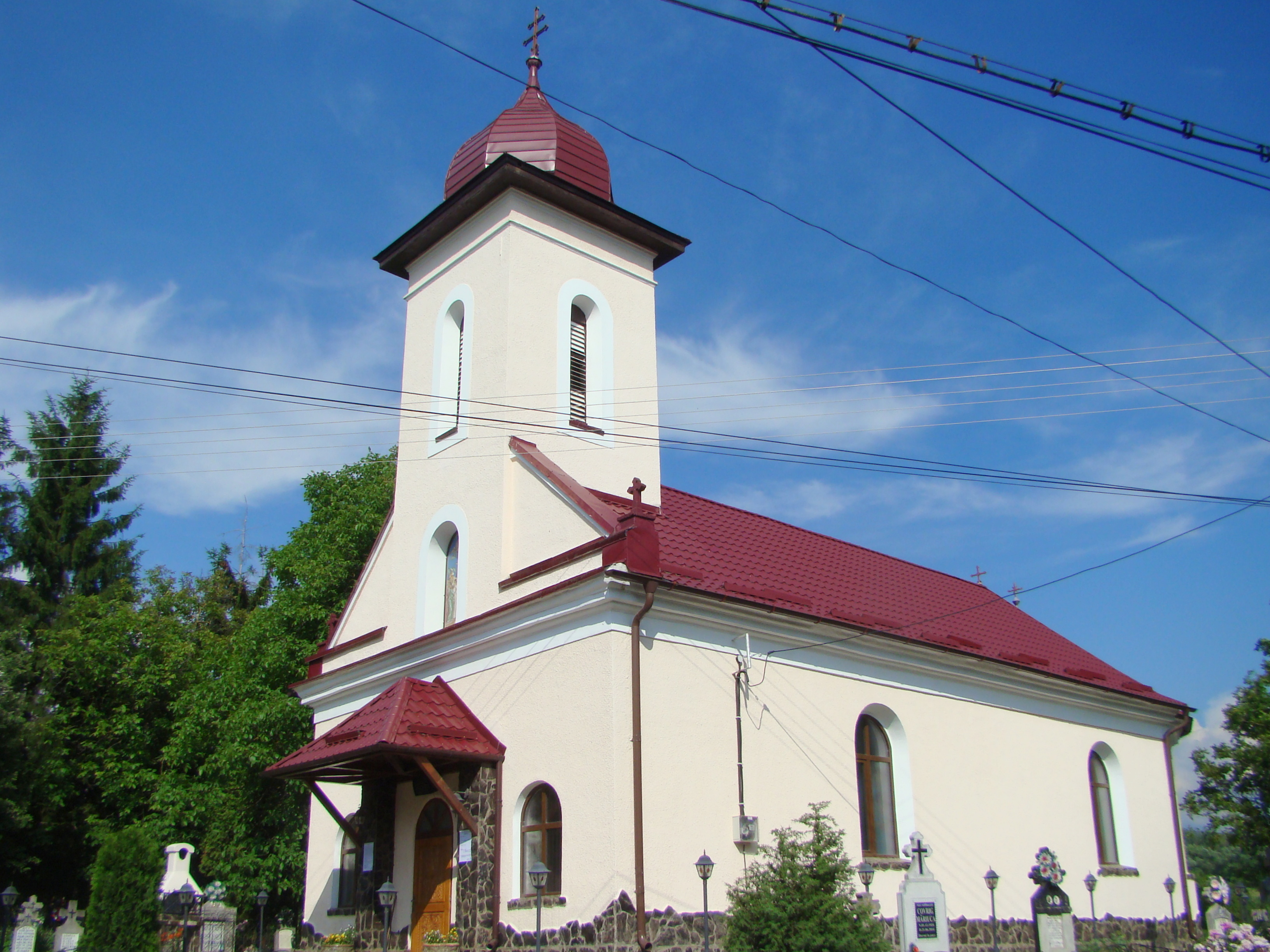
Biserica (sud-vest)

Biserica „Înălțarea Domnului” din Râpa de Jos, județul Mureș, datează din anul 1757.. Biserica se află pe noua listă a monumentelor istorice sub codul LMI 2010:  MS-II-m-B-15757.

## Istoric și trăsături
Localitatea Râpa de Jos face parte, din punct de vedere administrativ, din comuna Vătava, județul Mureș, iar din punct de vedere bisericesc aparține de Arhiepiscopia Ortodoxă Română Alba Iulia.
Primul document care atestă existența localității și a vieții bisericești, datează din secolul al XIV-lea. În document se menționează următoarele: „Trebuie luat în seamă că în ziua întâi a Păresimilor (4.03.1332) magistrul Ioan, arhidiacon de Ozd ... popa Nicolae, din satul Râpele (Villa Rapularul, denumirea veche a satelor Râpa și Vătava), a plătit un loton de argint” ceea ce ne face să presupunem că în aceste locuri exista o așezare bine închegată, având o organizare bisericească, cu un preot local.
Biserica actuală datează aproape 300 de ani și se pare că până în anul 1900 a avut un alt hram, afirmație confirmată de inventarul făcut cu ocazia instalării în parohie a preotului Vasile Mateiu, la data de 8 martie 1881, unde la primul punct se precizează următoarele: Biserica din piatră, acoperită cu țiglă, cu hramul Sfinților Arhangheli Mihail și Gavriil. Inițial biserica nu a avut turla pe care o vedem astăzi, ci doar un mic turn de lemn, situat pe partea centrală a acoperișului, turla actuală construindu-se ulterior, în jurul anului 1900. Piciorul Sfintei Mese, pe care se slujește și astăzi, are o inscripție în alfabetul chirilic, care se traduce astfel: „pomana popii Lupu, văleat 1759”. În anul respectiv existau doi preoți cu numele Lupu, unul slujea în localitatea învecinată Dumbrava, iar celălalt la Idicel. Probabil că unul dintre aceștia a dăruit Sfânta Masă din piatră, bisericii din Râpa.
De-a lungul timpului, biserica a suferit mai multe reparații, cum a fost aceea din anii 1970-1975, dar cea mai amplă lucrare s-a efectuat între anii 2002-2011: biserica a fost pictată în tehnica frescă, a fost schimbat iconostasul și mobilierul, tabla de pe acoperiș și de pe turlă (cea de pe turlă data din 1927), a fost realizat brâul exterior, poarta îmbrăcată în piatră naturală, două troițe sculptate în lemn și 200 m de pavaj.
Biserica a fost resfințită la data de 18 septembrie 2004 de I.P.S. Andrei Andreicuț, Arhiepiscopul de Alba Iulia.

## Imagini

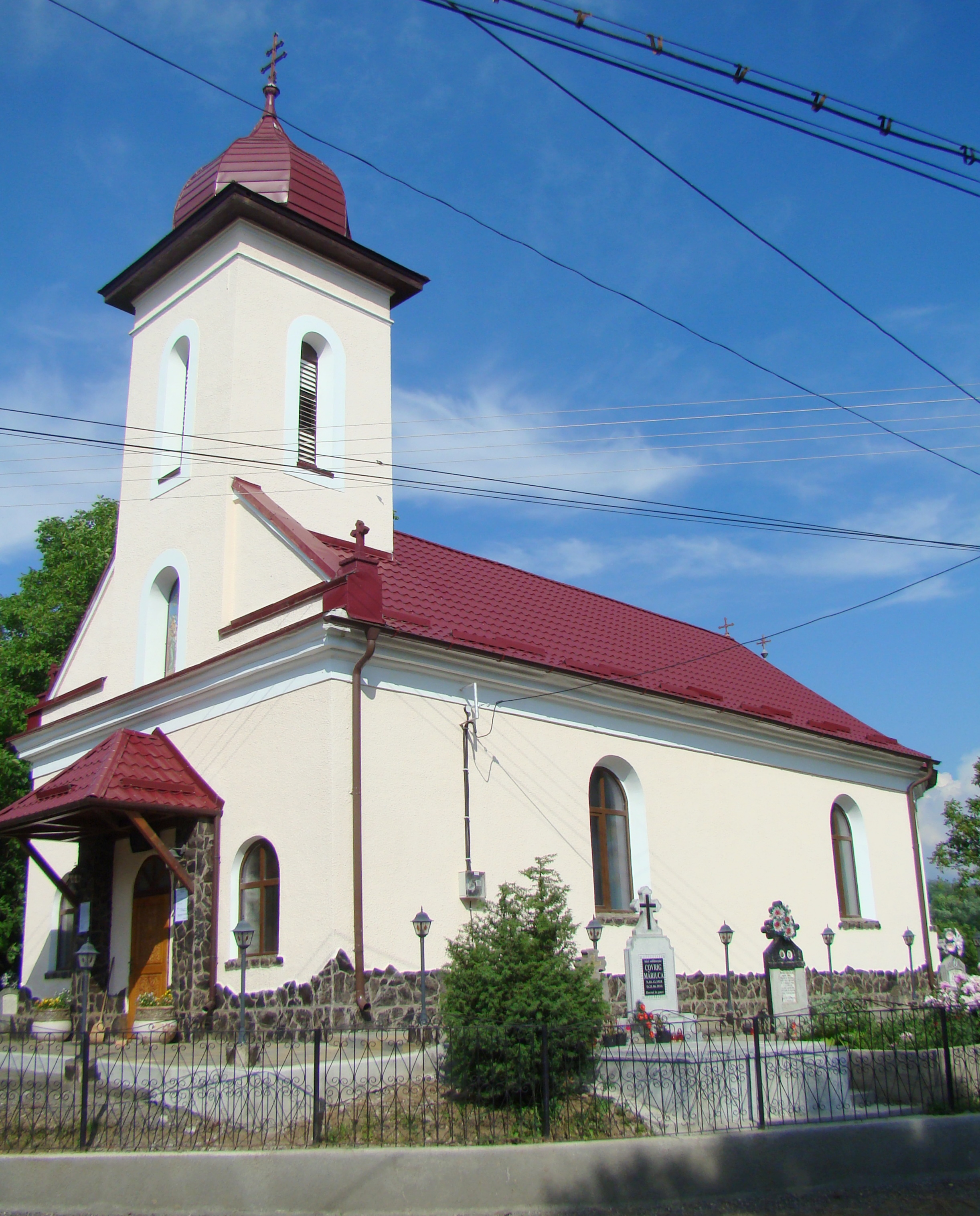
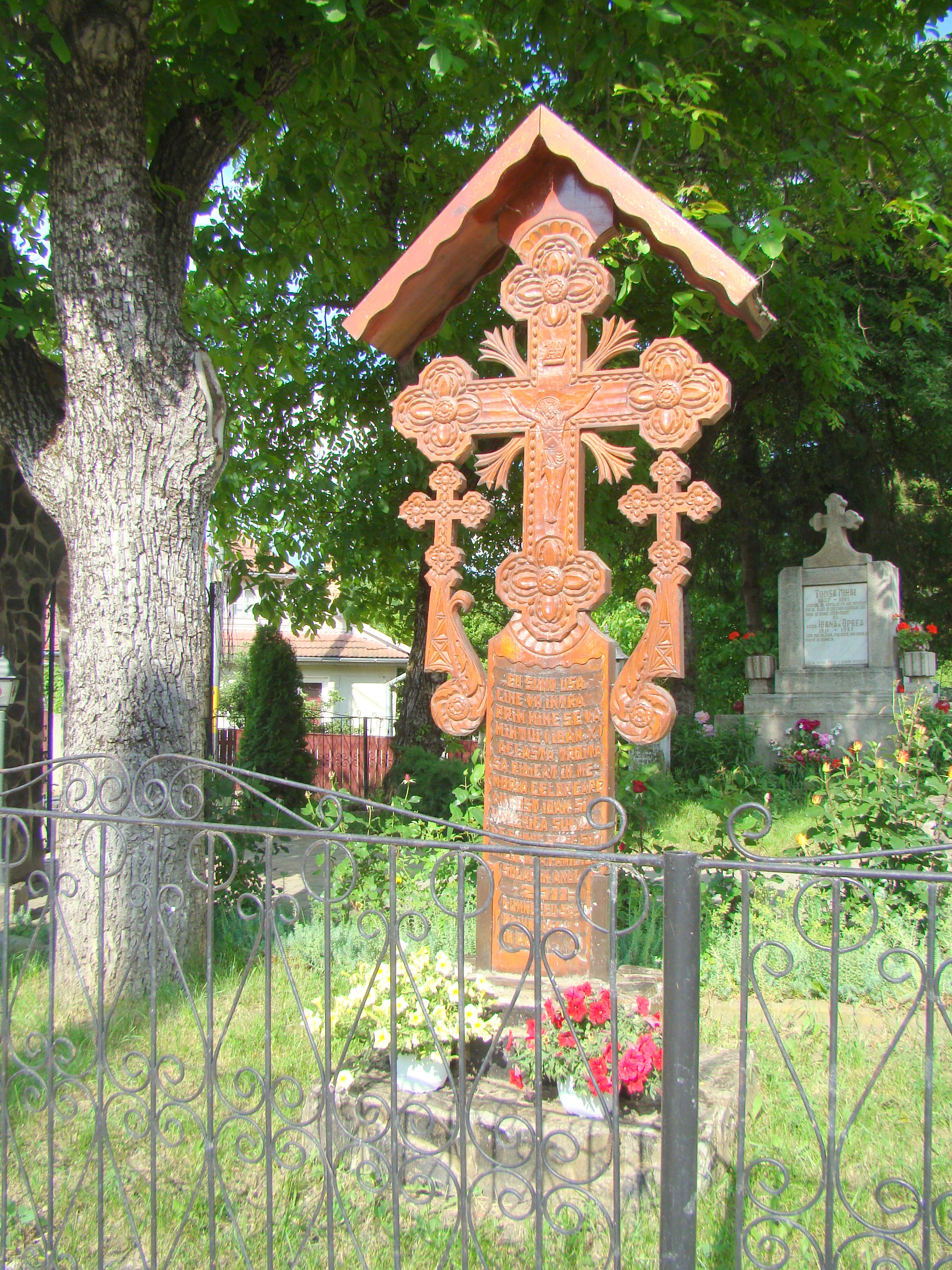
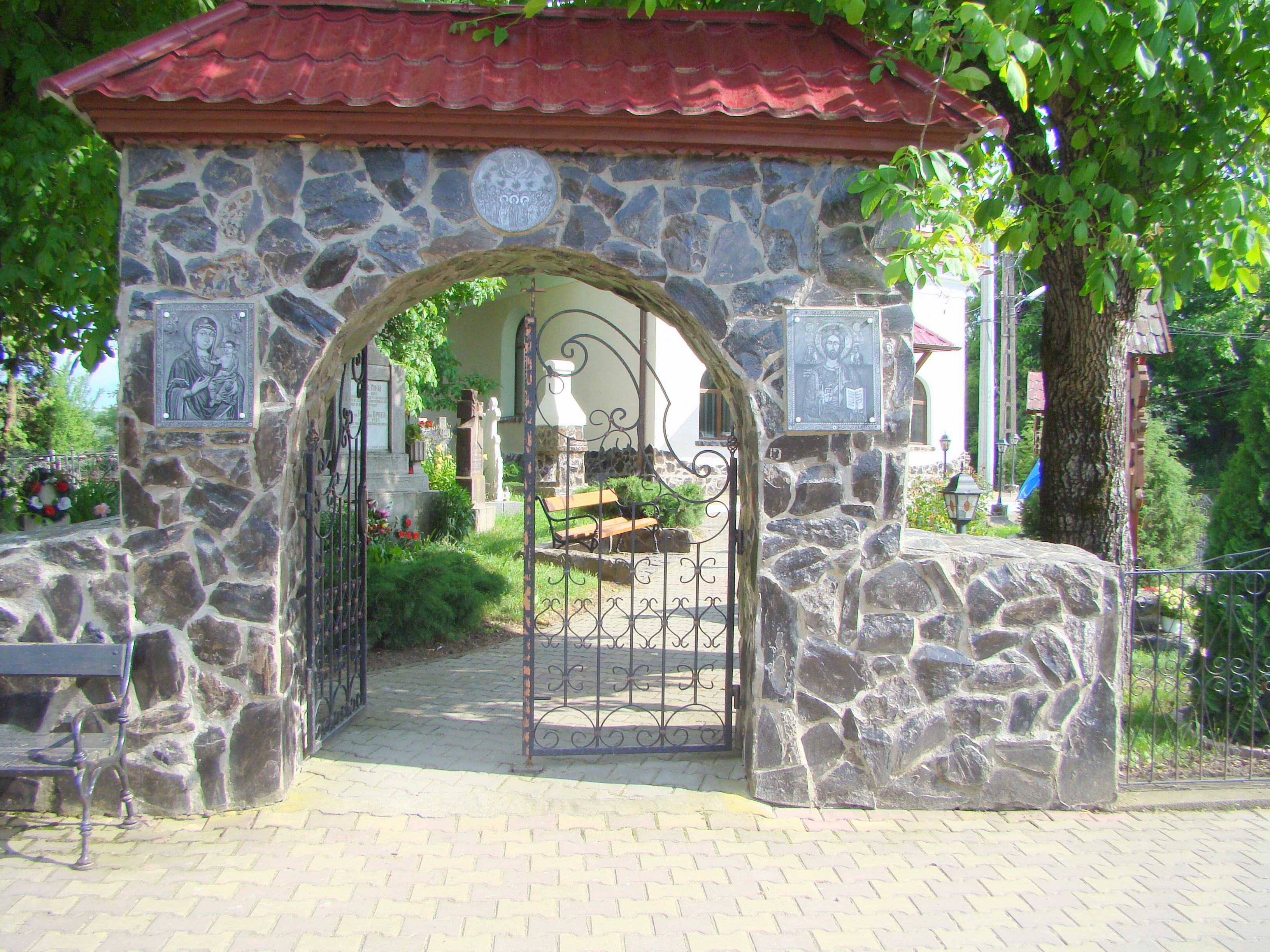
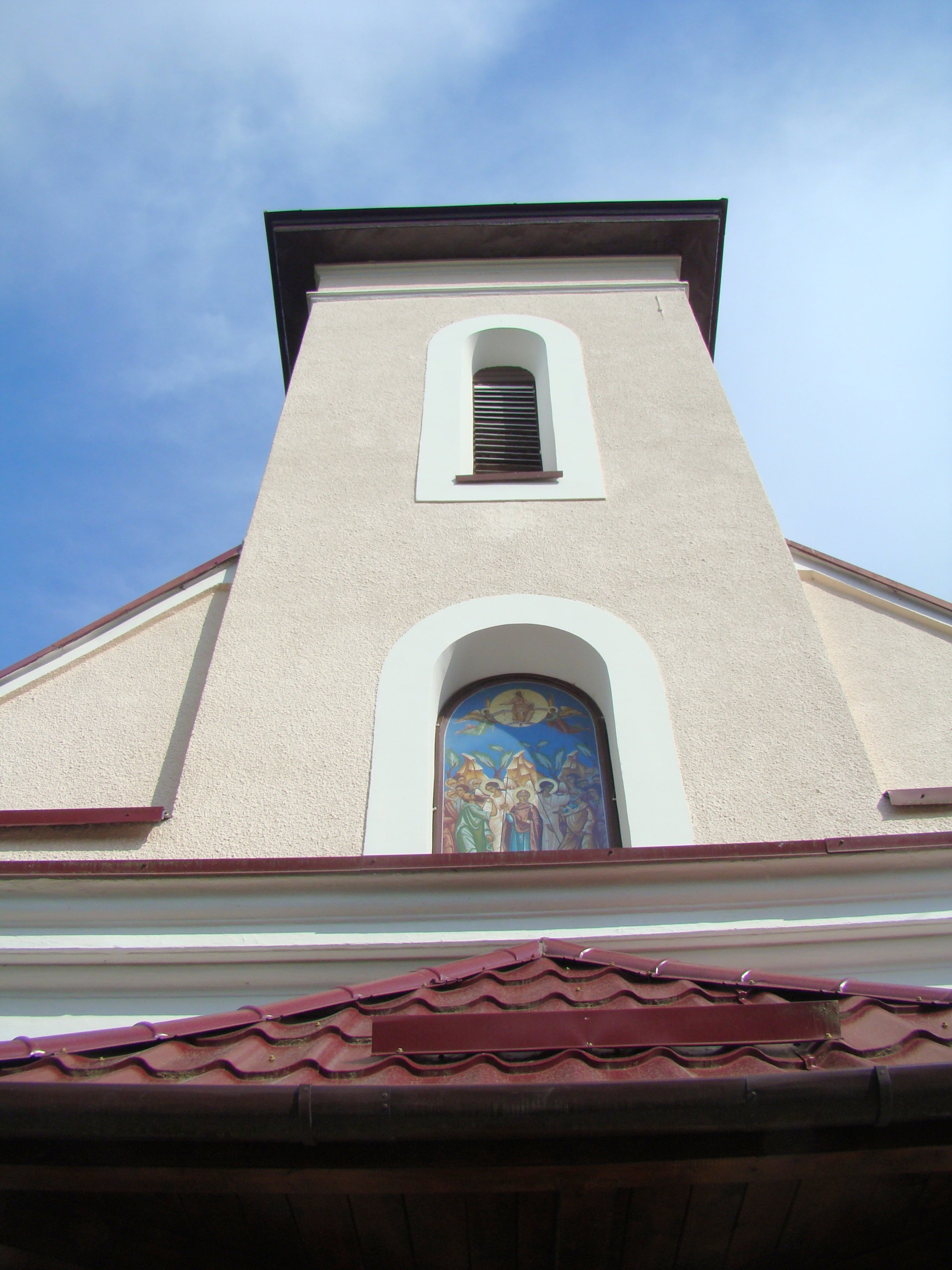
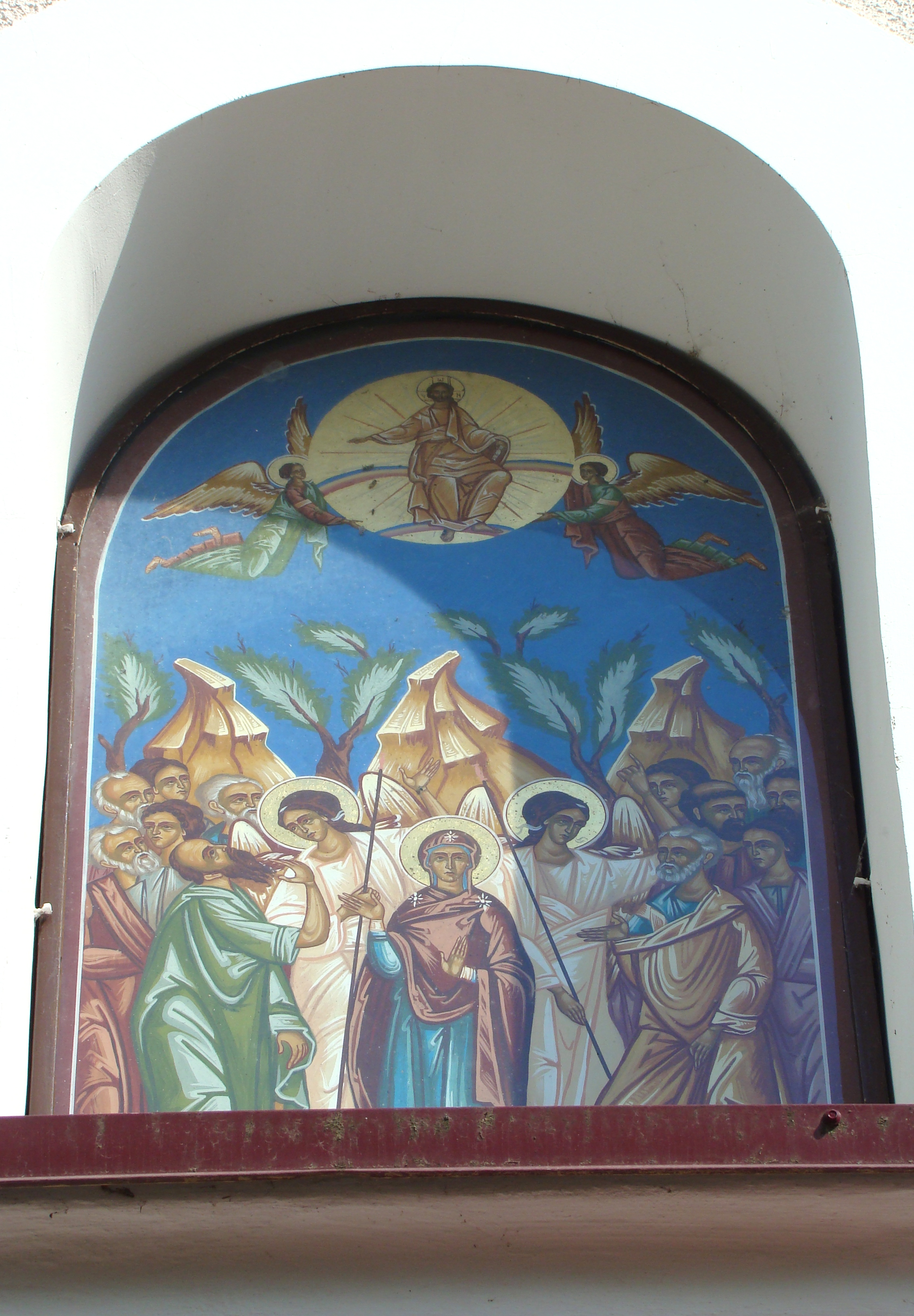
Icoana de hram: Înălțarea Domnului
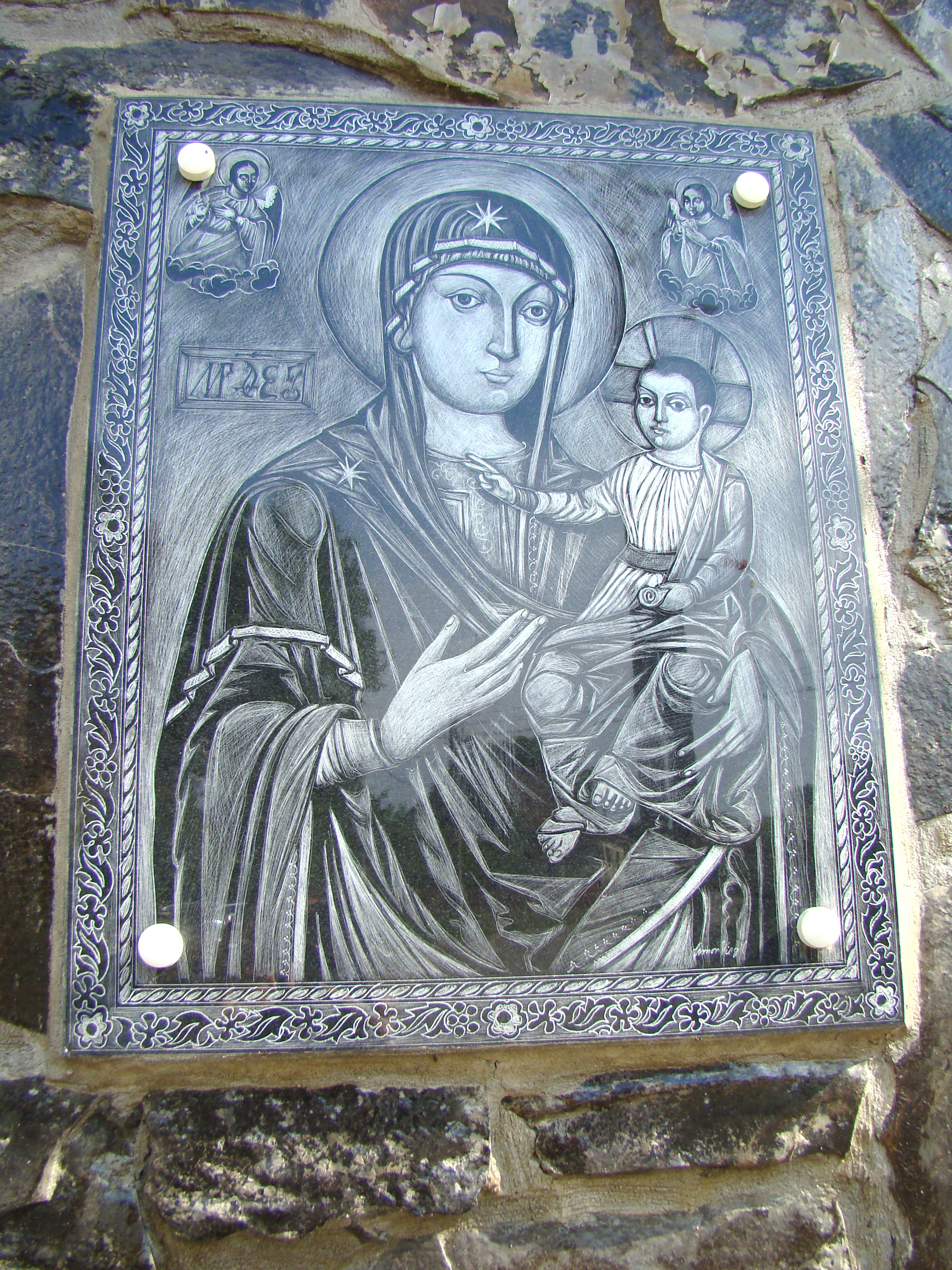
Maica Domnului cu Pruncul
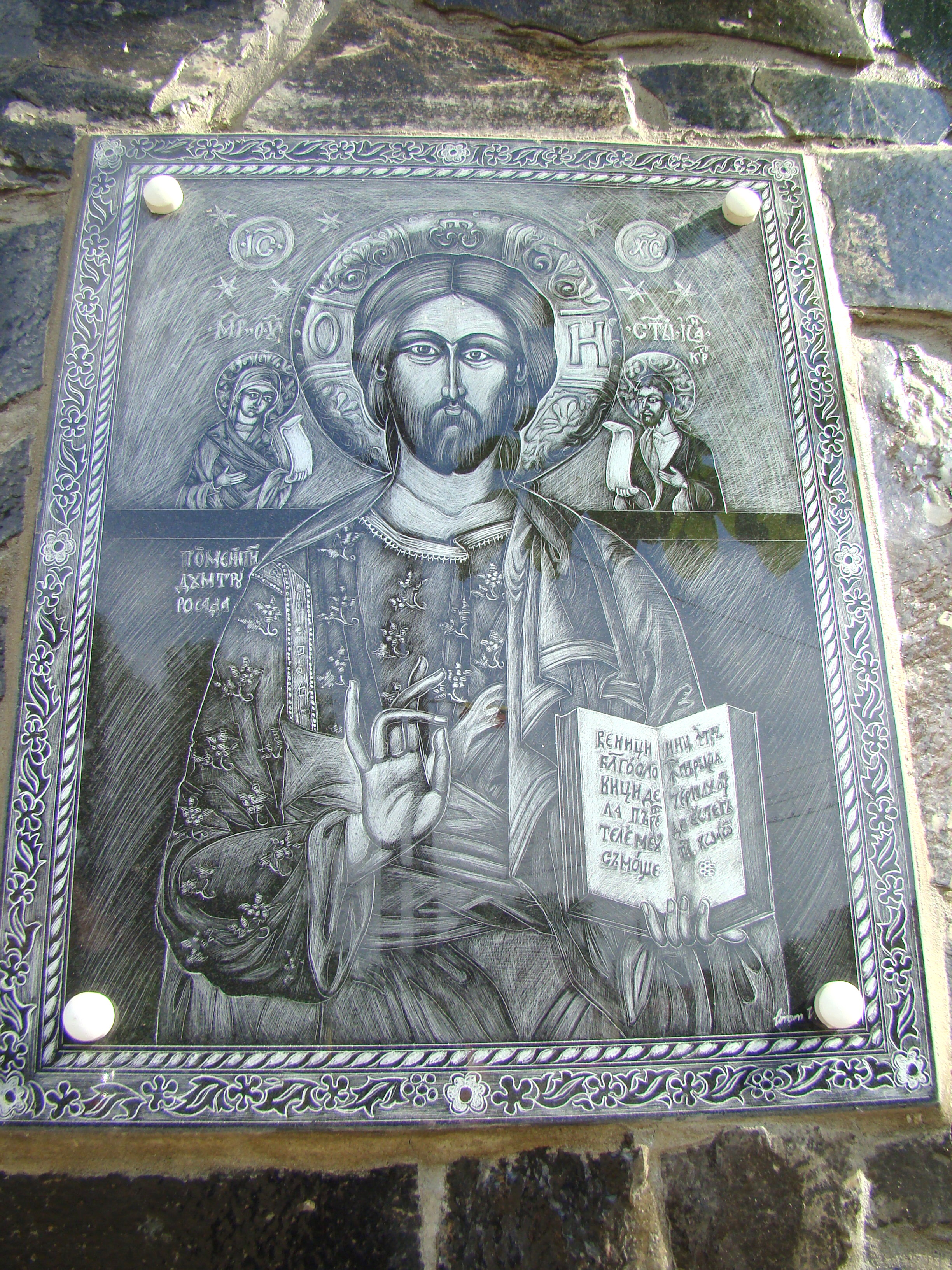
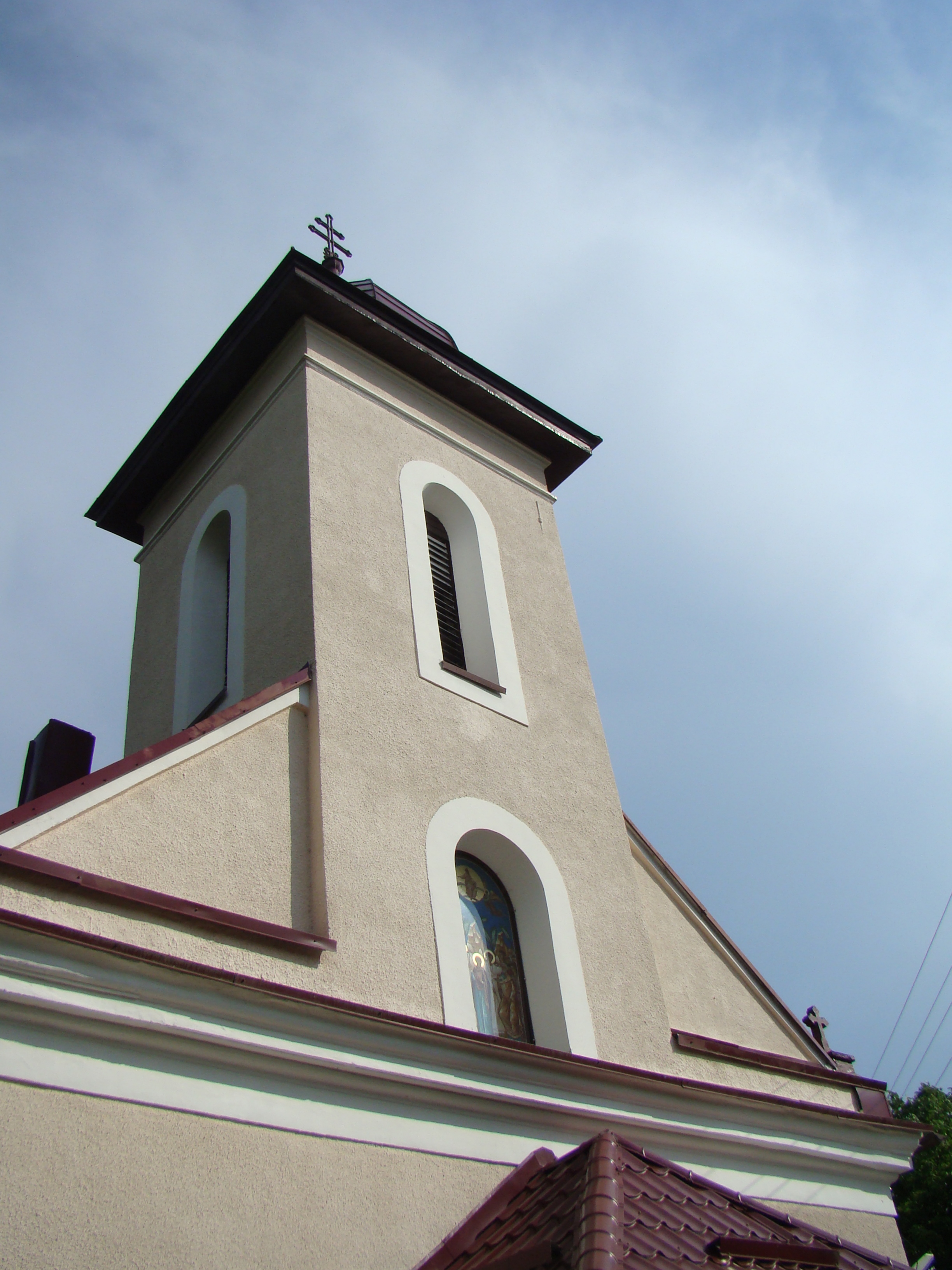
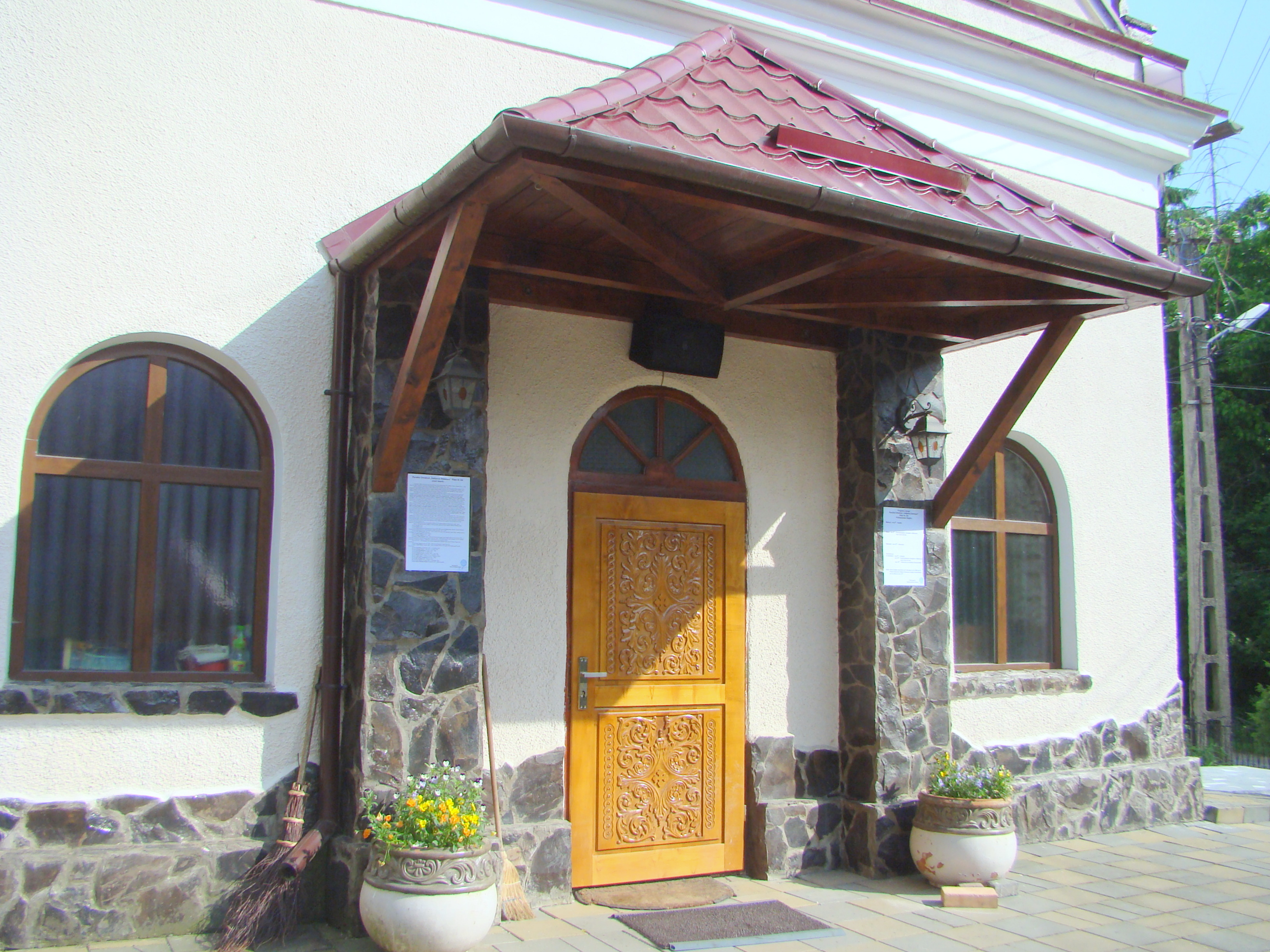
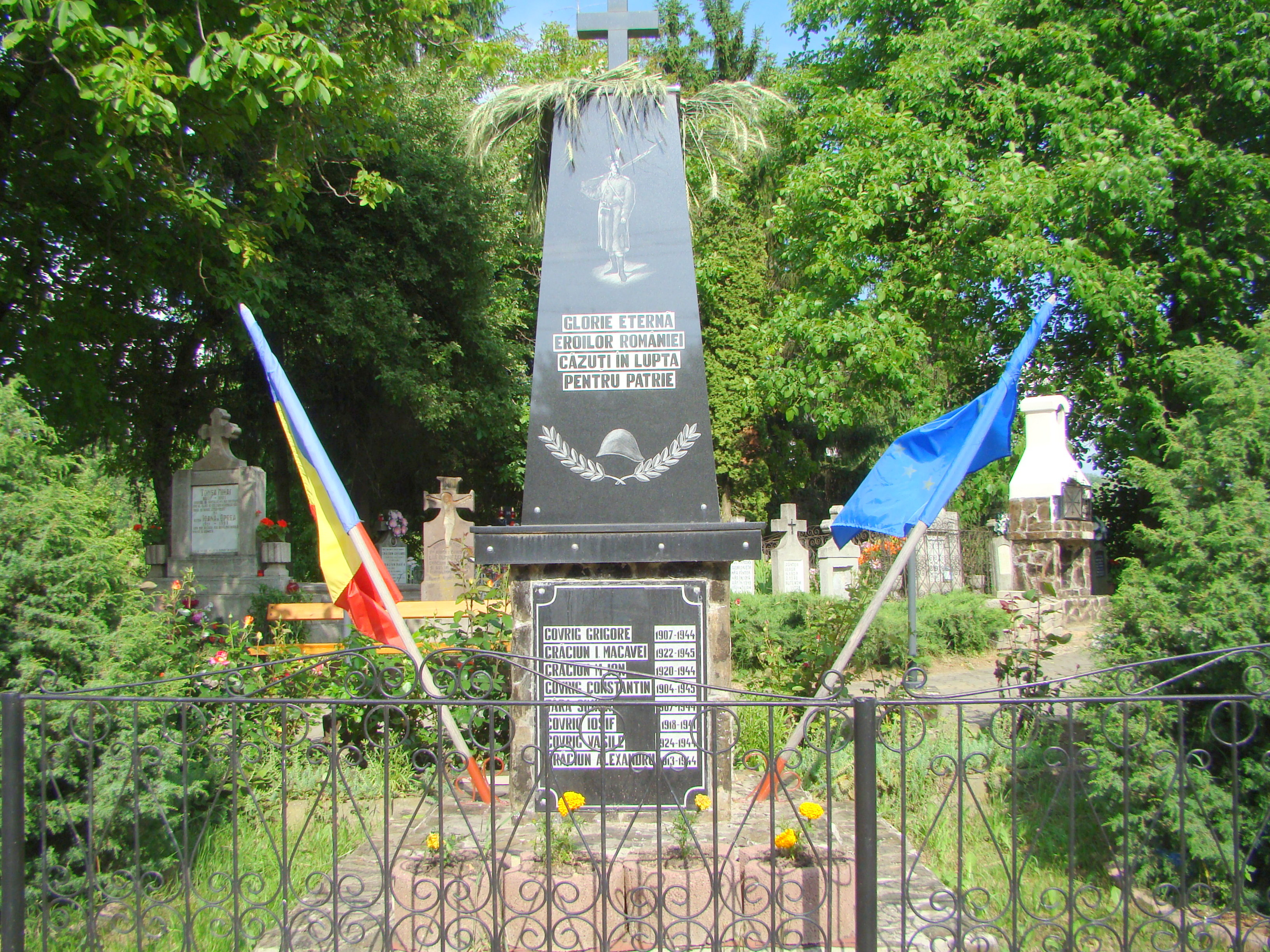
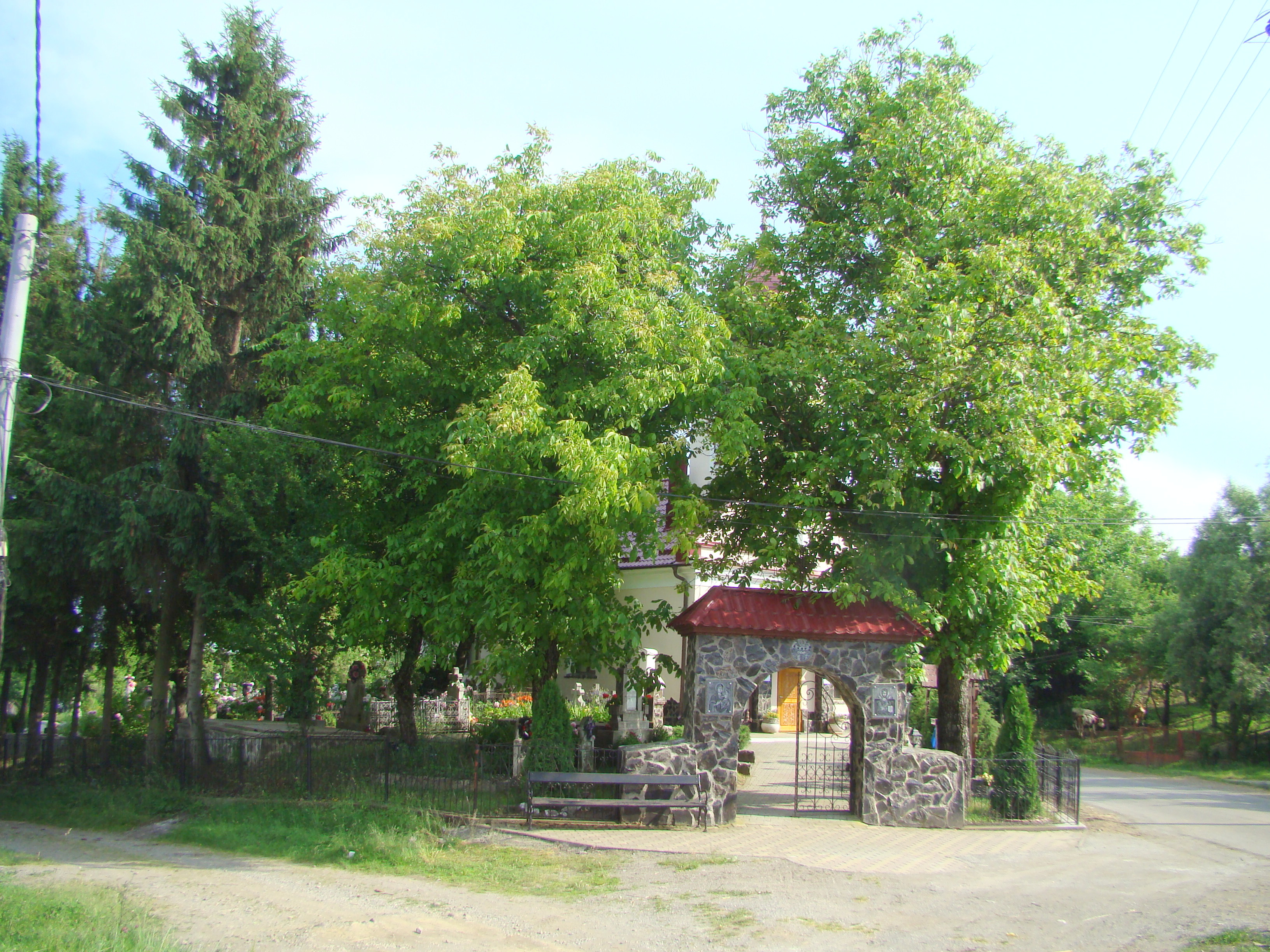